# 太谿穴
太谿穴（たいけいけつ）は、足の少陰腎経に属す3番目の経穴である。同経の兪土穴・原穴である。

## 部位
内果の最も尖ったところで内果とアキレス腱の間陥凹部、内果の後5分、後脛骨動脈拍動部に取穴する。

## 名前の由来
内踝の真後ろの深い陥凹部にあり、湧泉穴から出て細い然谷穴を通った腎水の流れがここで一つにまとまり、そして大きな渓流となり海に注がれることから名付けられた。

## 効能
頭痛目眩、咽喉腫痛、歯痛、難聴、耳鳴、咳嗽、気息、胸痛喀血、消渇、月経不順、不眠、健忘、遺精、インポテンツ、小便品数、腰脊痛、下肢厥冷、内踝腫痛にも使われる。

## その他
澤田流太極療法では照海穴が本穴として使われる。足の太陽膀胱経の崑崙穴と対応しており、遊走性の高い経穴である。